# Jordbær-slægten
Jordbær (Fragaria) er en planteslægt med 17 arter, der er udbredt i Europa, Lilleasien og Nord- og Sydamerika. Det er lave, udløberdannende stauder med løvet siddende i roset. Bladene er trekoblede med tandet rand. Blomsterne er hvide og regelmæssige. Her nævnes kun de arter og den hybrid, som enten er vildtvoksende eller dyrket i Danmark.
| Beskrevne Arter |

- Bakkejordbær (Fragaria viridis)
- Chilejordbær (Fragaria chiloensis)
- Skovjordbær (Fragaria vesca)
- Spansk jordbær (Fragaria moschata)
- Virginiajordbær (Fragaria virginiana)

| Beskrevne Hybrider |

- Havejordbær (Fragaria x ananassa)

| Øvrige Arter |

- Fragaria bucharica
- Fragaria daltoniana
- Fragaria gracilis
- Fragaria iinumae
- Fragaria iturupensis
- Fragaria mandschurica
- Fragaria moupinensis
- Fragaria nilgerrensis
- Fragaria nipponica
- Fragaria nubicola
- Fragaria orientalis
- Fragaria pentaphylla
- Fragaria tibetica